# Renato Corsetti
Renato Corsetti (Roma, 29 de março de 1941 — Londres, 1 de fevereiro de 2025) foi um ativista italiano em favor do Esperanto, que defendeu a ideia de que as pessoas deveriam poder se comunicar numa língua internacional independente. Foi professor de psicolinguística da Universidade de Roma "La Sapienza" e professor-associado da Academia Internacional de Ciências de San Marino, tendo estudado os resultados do uso do Esperanto como língua materna em famílias formadas por casais internacionais, como era seu próprio caso pessoal: Corsetti foi casado com a escritora inglesa Anna Löwenstein e o Esperanto é uma das línguas da família, em que foram educados seus filhos.
Presidiu a Associação Mundial de Esperanto (UEA) entre 2001 e 2007.